# Mistress (banda)
Mistress fue una banda de metal extremo de Birmingham, Inglaterra. Los miembros de esta banda adoptaban seudónimos creados a partir de sus nombres, sus integrantes eran:  Drunken en las guitarras, Dirty Von Arse en el bajo, Dave Cunt como vocalista y Migg en la batería. Dave Cunt (aka Dave Hunt) es miembro también de Anaal Nathrakh junto con Migg (aka Mick Kenney), quien es también miembro de muchos proyectos, tales como Exploder, Frost, Fukpig y en solitario como Professor Fate. Mistress anunció su separación el 4 de marzo de 2008.

## Biografía
La banda se formó a finales de la década de 1990 en Birmingham y comenzó su carrera tocando con un estilo sludge similar al de bandas como Iron Monkey y Eyehategod.
En el 2001, Mistress lanzó dos demos, titulados Fuck Off y Lord Worm, y después firmaron contrato con la disquera underground Rage of Achilles. Su primer álbum, lanzado a través de Rage se tituló Mistress lanzado en el 2002, el cual recibió muy buenas críticas en las publicaciones de metal extremo. Su siguiente producción, lanzada en el 2003 se tituló Mistress II: The Chronovisor, con el cual incrementaron su popularidad.
La habilidad de la banda de crear un sonido sucio y desgarrador atrajo la atención de la disquera Earache Records, con la cual lanzaron su tercer álbum In Disgust We Trust en junio de 2005. En el mismo año, Earache también relanzó los primeros dos álbumes de la banda. Después de participar en una gira promocionada por Earach en el 2006, la banda firmó contrato con una nueva disquera, creada por Mick Kenney y Shane Embury, llamada FETO Records. El 23 de abril de 2007, la banda lanzó su cuarto y último álbum, titulado The Glory Bitches of Doghead.
Mistress apareció en el especial de Navidad de Never mind the buzzcocks tocando villancicos muy a su estilo sludge/grindcore.
Mistress anunció su separación el 4 de marzo de 2008.

## Un Último Concierto
Mistress anunció un reencuentro para un último concierto en el Damnation Festival.

## Integrantes
- Dave Hunt (bajo el nombre de Dave Cunt, VITRIOL en Anaal Nathrakh) — Voz
- Misery — Guitarra
- Drunken — Guitarra
- Dirty Von Arse — Bajo
- Mick Kenney (bajo el nombre de Migg, Irrumator en Anaal Nathrakh) — Batería

## Discografía

### Demos
- Fuck Off (2001)
- Lord Worm (2001)

### Álbumes
- Mistress (2002)
- Mistress II: The Chronovisor (2003)
- In Disgust We Trust (2005)
- The Glory Bitches of Doghead (2007)